# Rogów (Petite-Pologne)
Pour les articles homonymes, voir Rogów.
Rogów est une localité polonaise de la gmina de Kozłów, située dans le powiat de Miechów en voïvodie de Petite-Pologne.